# Communauté de communes du Pays de Livarot
Die Communauté de communes du Pays de Livarot ist ein ehemaliger französischer Gemeindeverband mit der Rechtsform einer Communauté de communes im Département Calvados in der Region Normandie. Sie wurde am 20. Dezember 2001 gegründet und umfasste nach Bildung von Communes nouvelles nur mehr drei Gemeinden. Der Verwaltungssitz befand sich in Livarot-Pays-d’Auge.

## Historische Entwicklung
Mit Wirkung vom 1. Januar 2017 fusionierte der Gemeindeverband mit
- Lintercom Lisieux-Pays d’Auge-Normandie,
- Communauté de communes du Pays de l’Orbiquet,
- Communauté de communes de la Vallée d’Auge sowie
- Communauté de communes des Trois Rivières

und bildete so die Nachfolgeorganisation Communauté d’agglomération Lisieux Normandie.

## Ehemalige Mitgliedsgemeinden
1. Lisores
2. Livarot-Pays-d’Auge (Commune nouvelle)
3. Val-de-Vie (Commune nouvelle)